# Beatus de Tábara
El Beatus de Tábara és un manuscrit il·luminat que conté el comentari a l'Apocalipsi de Beat de Liébana. Fou acabat el 970 al monestir de San Salvador de Tábara (Tábara, Zamora). Es conserva a l'Archivo Histórico Nacional amb la signatura L.1097B.

## Descripció
El còdex consta de 168 folis de pergamí de 360 x 255 mm, escrits en lletra visigòtica a doble columna. Té glosses en àrab. Hi treballaren els monjos Monnius i Senior; i els il·luminadors Magius, Emeterius i Ende apareixen en els darrers folis.
Desgraciadament moltes de les miniatures del còdex han estat mutilades. Se'n conserven només 9 del centenar que hauria d'haver tingut. És molt coneguda la miniatura que retrata el scriptorium del monestir en una torre (f. 167v), ja que es tracta d'una de les més antigues representacions d'aquest tipus d'espai. Es diu que va inspirar la descripció del scriptorium d'El nom de la rosa, d'Umberto Eco.

## Història
La història del manuscrit no és molt clara. De fet, els experts consideren que es pot tractar de dos manuscrits diferents: un procedent d'un monestir lleonès desconegut (ff. 1-166) al qual s'haurien afegit, retallant-los per adaptar-los a la mida, els dos darrers folis del monestir de Tábara. Aquests dos darrers folis són: el de la miniatura de la torre que hem esmentat i un altre que conté el colofó, amb una gran lletra omega, i el text que dona notícia de la mort de l'il·luminador Magius (30 d'octubre de 968) i la seva successió per Emeterius, que el completà junt amb Senior i la monja Ende i l'acabaren el 27 de juliol de 970. Aquests darrers personatges són els que produïren també al scriptorium de Tábara, el Beatus de Girona. Segurament el de Girona fou el darrer beatus produït abans que el monestir desaparegués (potser per una ràtzia d'Almansor).
Segons aquesta hipòtesi, doncs, estaríem davant de dos beatus: un produït en un monestir lleonès no determinat el segle x i un altre, produït a Tàbara i acabat el 970, del qual només es conserven dos folis. En aquest sentit, el nom de Beatus de Tábara per a tot el còdex seria impropi.
Els darrers posseïdors moderns del còdex foren Ramón Alvarez de la Braña, arxiver de Lleó, el segle xix, i després l'Escola de Diplomàcia, d'on passà a la seva ubicació actual.
El còdex ha estat inclòs en el registre del Memòria del Món de la UNESCO el 2015.
El beatus ha estat exposat a Tábara l'abril de 2017 amb motiu de la jornada "Los beatos medievales. Una herencia compartida".